# Les Moutiers-en-Retz

Localització de Les Moutiers-en-Retz

Les Moutiers-en-Retz (en bretó Mousterioù-Raez, en gal·ló Móstiers) és un municipi francès, situat a la regió de país del Loira, al departament de Loira Atlàntic, que històricament ha format part de la Bretanya. L'any 2006 tenia 1.138 habitants. Limita amb els municipis de Bourgneuf-en-Retz, La Bernerie-en-Retz, Pornic i Bouin (Vendée).

## ClimaClima de Les Moutiers en Retz[Enllaç no actiu]
| Dades climàtiques a Les Moutiers en Retz 1971/2000 des de 1958 rec | Dades climàtiques a Les Moutiers en Retz 1971/2000 des de 1958 rec | Dades climàtiques a Les Moutiers en Retz 1971/2000 des de 1958 rec | Dades climàtiques a Les Moutiers en Retz 1971/2000 des de 1958 rec | Dades climàtiques a Les Moutiers en Retz 1971/2000 des de 1958 rec | Dades climàtiques a Les Moutiers en Retz 1971/2000 des de 1958 rec | Dades climàtiques a Les Moutiers en Retz 1971/2000 des de 1958 rec | Dades climàtiques a Les Moutiers en Retz 1971/2000 des de 1958 rec | Dades climàtiques a Les Moutiers en Retz 1971/2000 des de 1958 rec | Dades climàtiques a Les Moutiers en Retz 1971/2000 des de 1958 rec | Dades climàtiques a Les Moutiers en Retz 1971/2000 des de 1958 rec | Dades climàtiques a Les Moutiers en Retz 1971/2000 des de 1958 rec | Dades climàtiques a Les Moutiers en Retz 1971/2000 des de 1958 rec | Dades climàtiques a Les Moutiers en Retz 1971/2000 des de 1958 rec |
| Mes                                                                | gen                                                                | febr                                                               | març                                                               | abr                                                                | maig                                                               | juny                                                               | jul                                                                | ag                                                                 | set                                                                | oct                                                                | nov                                                                | des                                                                | anual                                                              |
| ------------------------------------------------------------------ | ------------------------------------------------------------------ | ------------------------------------------------------------------ | ------------------------------------------------------------------ | ------------------------------------------------------------------ | ------------------------------------------------------------------ | ------------------------------------------------------------------ | ------------------------------------------------------------------ | ------------------------------------------------------------------ | ------------------------------------------------------------------ | ------------------------------------------------------------------ | ------------------------------------------------------------------ | ------------------------------------------------------------------ | ------------------------------------------------------------------ |
| Màxima rècord °C (°F)                                              | 21.2 (70.2)                                                        | 27.4 (81.3)                                                        | 28.8 (83.8)                                                        | 33.5 (92.3)                                                        | 37.7 (99.9)                                                        | 46.2 (115.2)                                                       | 46.5 (115.7)                                                       | 45.3 (113.5)                                                       | 40.9 (105.6)                                                       | 33.2 (91.8)                                                        | 27.4 (81.3)                                                        | 22.1 (71.8)                                                        | 46.5 (115.7)                                                       |
| Màxima mitjana °C (°F)                                             | 11 (52)                                                            | 12.2 (54)                                                          | 15 (59)                                                            | 18.2 (64.8)                                                        | 21.1 (70)                                                          | 25.3 (77.5)                                                        | 27.2 (81)                                                          | 27.2 (81)                                                          | 24.6 (76.3)                                                        | 19.1 (66.4)                                                        | 14.1 (57.4)                                                        | 12.1 (53.8)                                                        | 18.9 (66)                                                          |
| Mitjana diària °C (°F)                                             | 8.1 (46.6)                                                         | 9.1 (48.4)                                                         | 11 (52)                                                            | 13.6 (56.5)                                                        | 16.6 (61.9)                                                        | 20.2 (68.4)                                                        | 22.2 (72)                                                          | 22.2 (72)                                                          | 19.6 (67.3)                                                        | 15.1 (59.2)                                                        | 11.1 (52)                                                          | 9.1 (48.4)                                                         | 14.8 (58.6)                                                        |
| Mínima mitjana °C (°F)                                             | 5.1 (41.2)                                                         | 6.1 (43)                                                           | 7 (45)                                                             | 9 (48)                                                             | 12 (54)                                                            | 15.2 (59.4)                                                        | 17.2 (63)                                                          | 17.1 (62.8)                                                        | 14.5 (58.1)                                                        | 11 (52)                                                            | 8 (46)                                                             | 6 (43)                                                             | 10.7 (51.3)                                                        |
| Mínima rècord °C (°F)                                              | −11.6 (11.1)                                                       | −9.3 (15.3)                                                        | −5.4 (22.3)                                                        | 0.2 (32.4)                                                         | 2.5 (36.5)                                                         | 6.9 (44.4)                                                         | 10.1 (50.2)                                                        | 10.1 (50.2)                                                        | 5.7 (42.3)                                                         | 0.1 (32.2)                                                         | −5 (23)                                                            | −8 (18)                                                            | −11.6 (11.1)                                                       |
| Precipitació mitjana mm (polzades)                                 | 65.0 (2.559)                                                       | 60.0 (2.362)                                                       | 50.0 (1.969)                                                       | 40.0 (1.575)                                                       | 45.0 (1.772)                                                       | 30.0 (1.181)                                                       | 25.0 (0.984)                                                       | 35.0 (1.378)                                                       | 60.0 (2.362)                                                       | 70.0 (2.756)                                                       | 90.0 (3.543)                                                       | 70.0 (2.756)                                                       | 640.0 (25.197)                                                     |
| Mitjana mensual d'hores de sol                                     | 90.0                                                               | 140.0                                                              | 180.0                                                              | 250.0                                                              | 260.0                                                              | 300.0                                                              | 280.0                                                              | 260.0                                                              | 230.0                                                              | 150.0                                                              | 110.0                                                              | 100.0                                                              | 2.350                                                              |
|                                                                    |                                                                    |                                                                    |                                                                    |                                                                    |                                                                    |                                                                    |                                                                    |                                                                    |                                                                    |                                                                    |                                                                    |                                                                    |                                                                    |

## Demografia
| Evolució de la població |      |      |      |      |      |      |      |      |
| 1793                    | 1800 | 1806 | 1821 | 1831 | 1836 | 1841 | 1846 | 1851 |
| -                       | 1517 | -    | -    | 1718 | -    | -    | -    | -    |

| 1856 | 1861 | 1866 | 1872 | 1876 | 1881 | 1886 | 1891 | 1896 |
| ---- | ---- | ---- | ---- | ---- | ---- | ---- | ---- | ---- |
| -    | -    | 768  | -    | -    | -    | -    | -    | -    |

| 1901 | 1906 | 1911 | 1921 | 1926 | 1931 | 1936 | 1946 | 1954 |
| ---- | ---- | ---- | ---- | ---- | ---- | ---- | ---- | ---- |
| -    | -    | -    | 680  | -    | -    | 639  | -    | 628  |

| 1962 | 1968 | 1975 | 1982 | 1990 | 1999 | 2006 | 2011 | 2016 |
| ---- | ---- | ---- | ---- | ---- | ---- | ---- | ---- | ---- |
| 574  | 614  | 635  | 693  | 739  | 905  | -    | -    | -    |

| 2019 | - | - | - | - | - | - | - | - |
| ---- | - | - | - | - | - | - | - | - |
| -    | - | - | - | - | - | - | - | - |

## Administració
| Període | Identitat    | Partit |
| ------- | ------------ | ------ |
| 2001-   | Jean Guillot |        |